# Миньяк-Морван
Миньяк-Морван (фр. Miniac-Morvan) — коммуна на северо-западе Франции, находится в регионе Бретань, департамент Иль и Вилен, округ Сен-Мало, кантон Доль-де-Бретань. Расположена в 17 км к югу от Сен-Мало и в 50 км к северо-западу от Ренна. Через территорию коммуны проходит национальная автомагистраль N176. В 3 км к северу от центра коммуны находится железнодорожная станция Миньяк линии Лизон-Ламбаль.
Население (2018) — 4 040 человек. 

## История
На территории коммуны обнаружены следы поселения галло-римского периода. Согласно легенде, в VII веке отшельник Святой Колумбан построил в местном лесу ораторий. Впоследствии на месте оратория вырос монастырь, разрушенный в конце XVII века. До 1245 года он находился в подчинении аббатства Сен-Флоран де Сомюр в Анжу, затем перешел в ведение аббатства Нотр-Дам-дю-Тронше.
Традиционно жители Миньяк-Морвана занимались как сельским хозяйством, так и рыболовством: до XIX века на территории коммуны выращивалась конопля и работало большое количество ткачей; эта деятельность исчезла примерно в 1880 году. До начала XX века многие мужчины в коммуне участвовали в рыболовных кампаниях в Ньюфаундленде. 
Организация революционных праздников свидетельствует о том, что население Миньяк-Морвана благосклонно отнеслось к изменениям, внесенным Великой Французской революцией, особенно после окончания террора: с 1795 года в коммуне отмечаются главные революционные праздники — годовщина казни короля Людовика XVI с принесением клятвы ненависти королю и анархии, а также годовщина основания Республики.

## Достопримечательности
- Приходская церковь Святого Петра
- Шато Ба-Миньяк XV-XVIII века
- Шато Гуйон XVIII века

## Экономика
Структура занятости населения:
- сельское хозяйство — 2,9 %
- промышленность — 28,6 %
- строительство — 15,2 %
- торговля, транспорт и сфера услуг — 37,1 %
- государственные и муниципальные службы — 16,3 %

Уровень безработицы (2018) — 8,2 % (Франция в целом —  13,4 %, департамент Иль и Вилен — 10,4 %). 

Среднегодовой доход на 1 человека, евро (2018) — 20 970 (Франция в целом — 21 730, департамент Иль и Вилен — 22 230).

## Демография
Динамика численности населения, чел.

## Администрация
Пост мэра Миньяк-Морвана с 2020 года занимает Оливье Компен (Olivier Compain). На муниципальных выборах 2020 года возглавляемый им центристский список победил в 1-м туре, получив 55,05 % голосов.
| Период | Период | Фамилия        | Партия                | Примечания                              |
| ------ | ------ | -------------- | --------------------- | --------------------------------------- |
| 1971   | 1983   | Жан Фанту      | Демократический центр | разработчик древесины                   |
| 1983   | 1995   | Пьер Поркон    |                       | работник Национального флота в отставке |
| 1995   | 2014   | Роже Шапон     | Разные правые         | работник Государственного казначейства  |
| 2014   | 2020   | Доминик Лувель | Разные правые         | пенсионер                               |
| 2020   |        | Оливье Компен  | Разные центристы      | руководитель строительной компании      |